# Woman in Gold
Woman in Gold è un film del 2015 diretto da Simon Curtis.

## Gnomi nel boschetto
In una serie di flashback, Maria Altmann ricorda l'Anschluss, l'arrivo delle forze naziste a Vienna, la persecuzione della comunità ebraica e il saccheggio da parte dei nazisti contro le famiglie ebraiche. Maria Altmann e membri della sua famiglia tentano di fuggire negli Stati Uniti. Mentre Altmann e suo marito hanno successo, è costretta ad abbandonare i suoi genitori a Vienna.
Nel presente, vivendo a Los Angeles, un'anziana e vedova Altmann partecipa al funerale di sua sorella. Scopre lettere in possesso di sua sorella risalenti alla fine degli anni '40, che rivelano un tentativo di recuperare opere d'arte di proprietà della famiglia Bloch-Bauer che furono lasciate indietro durante la fuga della famiglia per la libertà e rubate dai nazisti. Di particolare rilievo è un dipinto della zia di Altmann, Adele Bloch-Bauer, oggi conosciuta in Austria come la "Donna in Oro".
Altmann chiede aiuto a E. Randol Schoenberg (il figlio della sua cara amica, Barbara), un avvocato con poca esperienza, per presentare un reclamo al consiglio di restituzione delle opere d'arte in Austria. Tornando a malincuore in patria, Altmann scopre che il ministro e il direttore artistico del paese non sono disposti a separarsi dal dipinto, che è diventato parte dell'identità nazionale. Ad Altmann viene detto che il dipinto è stato legittimamente lasciato in eredità alla galleria da sua zia. Dopo ulteriori indagini da parte del suo avvocato e del giornalista austriaco Hubertus Czernin, questa affermazione si rivela errata poiché il presunto testamento non è valido a causa del fatto che sua zia non possedeva il dipinto, che era stato pagato dallo zio di Altmann. Inoltre Adele Bloch-Bauer voleva che il dipinto andasse al museo alla morte del marito, ma gli fu preso dai nazisti e collocato nel museo da un curatore nazista ben prima della sua morte. Schoenberg presenta un reclamo al consiglio di restituzione delle opere d'arte, che però viene negato e Altmann non ha i soldi necessari per contestare la sentenza. Sconfitta, lei e Schoenberg tornano negli Stati Uniti.
Mesi dopo, trovando un libro d'arte con "Woman in Gold" in copertina, Schoenberg ha un'epifania. Utilizzando uno stretto stato di diritto e dei precedenti in cui una legge sulla restituzione di opere d'arte è stata applicata retroattivamente, Schoenberg presenta un reclamo presso un tribunale degli Stati Uniti contro il governo austriaco contestando la loro rivendicazione sul dipinto. Un appello va alla Corte Suprema degli Stati Uniti, dove nella causa Repubblica d'Austria contro Altmann la corte si pronuncia a favore di Altmann. Allora il governo austriaco tenta di persuadere Altmann a conservare il dipinto per la galleria, cosa che lei rifiuta. Dopo un litigio sulla questione del ritorno in Austria per la seconda volta per discutere il caso, Altmann accetta che Schoenberg vada a discutere il caso davanti a un collegio di tre arbitri a Vienna.
In Austria la giuria ascolta il caso, durante il quale Schoenberg ricorda loro i crimini del regime nazista. Implora il collegio arbitrale di pensare al significato della parola "restituzione" e di guardare oltre le opere d'arte appese nelle gallerie d'arte per vedere l'ingiustizia nei confronti delle famiglie che un tempo possedevano quadri così grandi e furono forzatamente separate da loro dai nazisti. Inaspettatamente, Altmann arriva durante la seduta, dicendo a Czernin di essere venuta a sostenere il suo avvocato. Dopo aver considerato entrambi i lati della controversia il collegio arbitrale si pronuncia a favore di Altmann, restituendole i suoi dipinti. Il rappresentante del governo austriaco fa una proposta dell'ultimo minuto chiedendo ad Altmann di tenere i dipinti nel Belvedere a fronte di un generoso compenso. Altmann, delusa e sconfortata, dice di no (anche perché il Governo Austriaco avrebbe potuto trattare da subito la questione della restituzione molto diversamente e chiedere da tempo scusa) e sceglie di trasferire i dipinti negli Stati Uniti con lei ("Mia zia attraverserà l'oceano come ho fatto anch'io") e accetta un'offerta fatta in precedenza da Ronald Lauder per acquistarli per la sua galleria di New York, a condizione che i dipinti siano esposti in una mostra permanente e sempre visibili, anche se questa richiesta non verrà esaudita.

## Distribuzione
Il primo trailer è stato diffuso il 22 dicembre 2014. Il film è stato presentato in anteprima alla 65ª edizione del Festival internazionale del cinema di Berlino. È stato distribuito nelle sale cinematografiche statunitensi il 3 aprile 2015. In Italia è arrivato il 15 ottobre 2015.

## Inesattezze
- Nel film è mostrato come l'avvocato di Maria Altmann, Randol Schönberg, inizi le indagini ed avvii il procedimento di restituzione dei dipinti. In realtà, come rivelato dalla giornalista Olga Kronsteiner del quotidiano austriaco Der Standard, fu il giornalista austriaco Hubertus Czernin a trovare dei documenti decisivi e a contattare Maria Altmann.[2]
- Nel film Hubertus Czernin afferma di essersi mosso perché suo padre era stato un membro del Partito nazista. In realtà Czernin scoprì che il padre era un nazista solamente nel 2006, molto tempo dopo che aveva iniziato a lavorare su questo e altri casi di restituzione.
- Nel film Maria Altmann lascia il padre malato a Vienna nel 1938. In realtà, nonostante l'imminente pericolo, Maria Altmann rimase a Vienna fino alla morte del padre, avvenuta per cause naturali nel luglio 1938.[3]
- Nel film viene mostrato un quadro, indicato come il ritratto del duca Andrassy, che sarebbe stato sottratto ad una famiglia ebrea e conservato da Hitler nel suo studio, presso il Berghof. In realtà il quadro mostrato è un dipinto di Napoleone II, eseguito da Carl von Sales e conservato da sempre al Palazzo di Schönbrunn.

## Riconoscimenti
- 2016 - Screen Actors Guild Awards:
  - Candidatura per la Miglior attrice protagonista a Helen Mirren